# 航空貨物運送協会
一般社団法人航空貨物運送協会（こうくうかもつうんそうきょうかい、英文名Japan Air Cargo Forwarders Association、通称JAFA（ジャファ））とは、航空貨物フォワーダーの業界団体。日本国際航空貨物輸送業者協会(IAFA)、日本国内利用航空運送事業者協会（利航協）、日本国際宅配便協会(IAA)を母体として、平成3年（1991年）6月1日に設立された。
正会員130社、準会員22社、協賛会員23社（2009年1月現在）。

## 関連
- フォワーダー
- 航空貨物
- エア・フレイト・フォワーダー
- 航空貨物カルテル
- 全日本航空事業連合会